# Sikule
Sikule (Alternativnamen: Sibigo, Sigulai, Ageumeui oder Wali Banuah) ist eine auf der vor Sumatra gelegenen Insel Simeulue (Distrikt Alafan) gesprochene Sprache. Sie gehört zum Nordwest-Sumatra-Zweig der malayo-polynesischen Sprachen innerhalb der austronesischen Sprachen.